# Меморандум про корейську юстицію та доручення генерал-резиденту діловодства

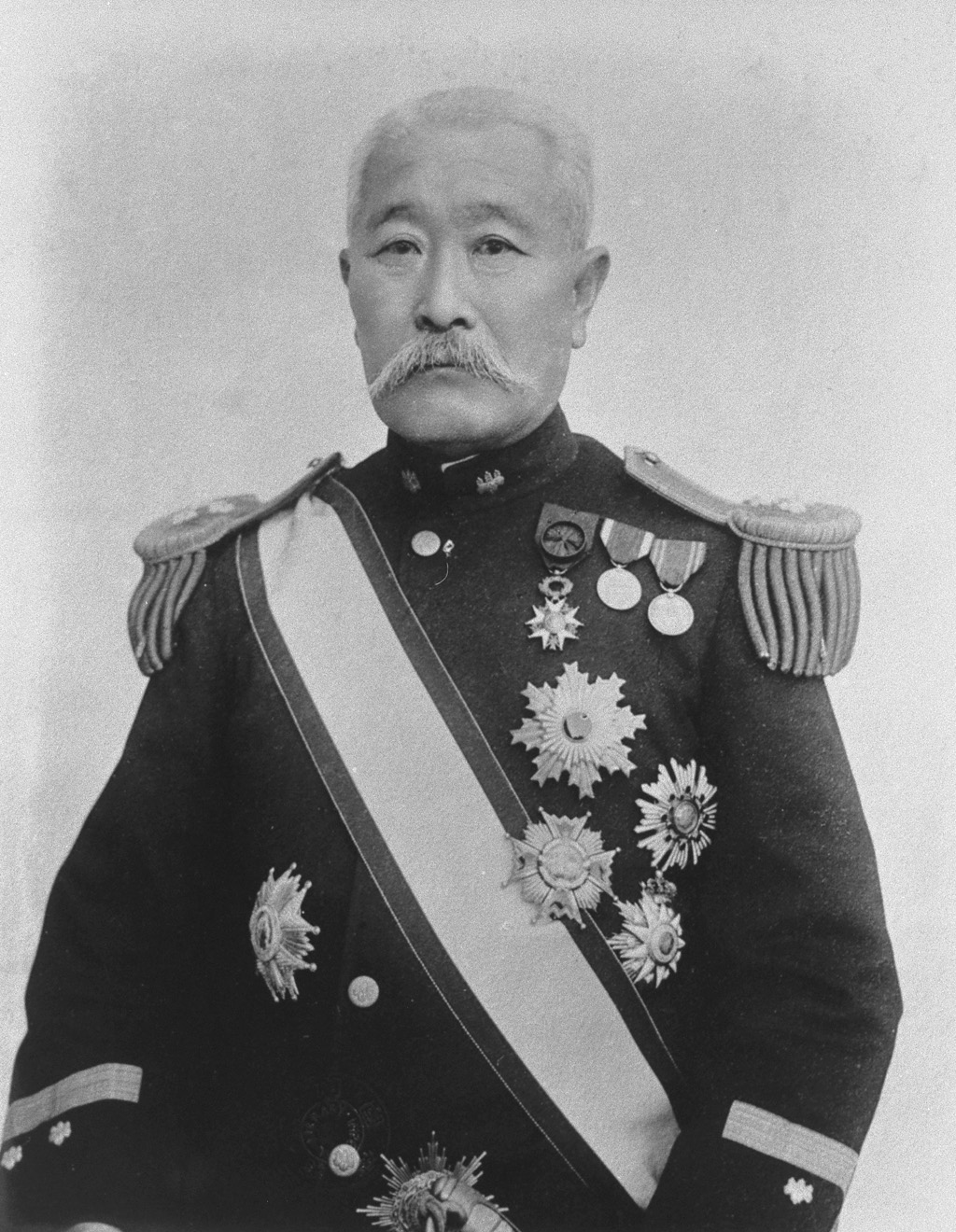
Барон Соне Арасуке, генерал-резидент Кореї з 14 червня 1909 по 30 травня 1910

Меморандум про корейську юстицію та доручення генерал-резиденту діловодства (кор. 大韓帝國司法및監獄事務委託에關한覺書) був підписаний між Корейською та Японською імперіями 12 липня 1909. З японської сторони договір підписав генерал-резидент Соне Арасуке, а з корейської – прем'єр-міністр Корейської імперії Лі Ваньон.

## Історія договору
З 1905 Корея перебувала під протекторатом Японії. У країні існував пост японського генерал-резидента, якому за договорами 1905 і 1907 років імператор Кореї, раніше колишній абсолютним монархом, передав ряд повноважень управління країною.
На 1909 у віданні генерал-резидента була зовнішня політика, він мав право вето в законотворчості, його санкція була потрібна при призначенні на посаду старших офіцерів. Договір 1909 додатково розширював повноваження генерал-резидента. Згідно з ним, до Японії переходила судова влада в Кореї та право розпорядження корейськими в'язницями. У зв'язку з цим Міністерство юстиції та суди Корейської імперії підлягали розпуску. Таким чином, корейський імператор Коджон позбавлявся практично всіх повноважень управління країною, а суверенітет Кореї багато в чому ставав формальним. Договір фактично був чинним протягом року з невеликим: після посилення прихильників жорсткої лінії в Токіо у серпні 1910 Корея анексована Японською імперією.